# بنیاد ملی خواب

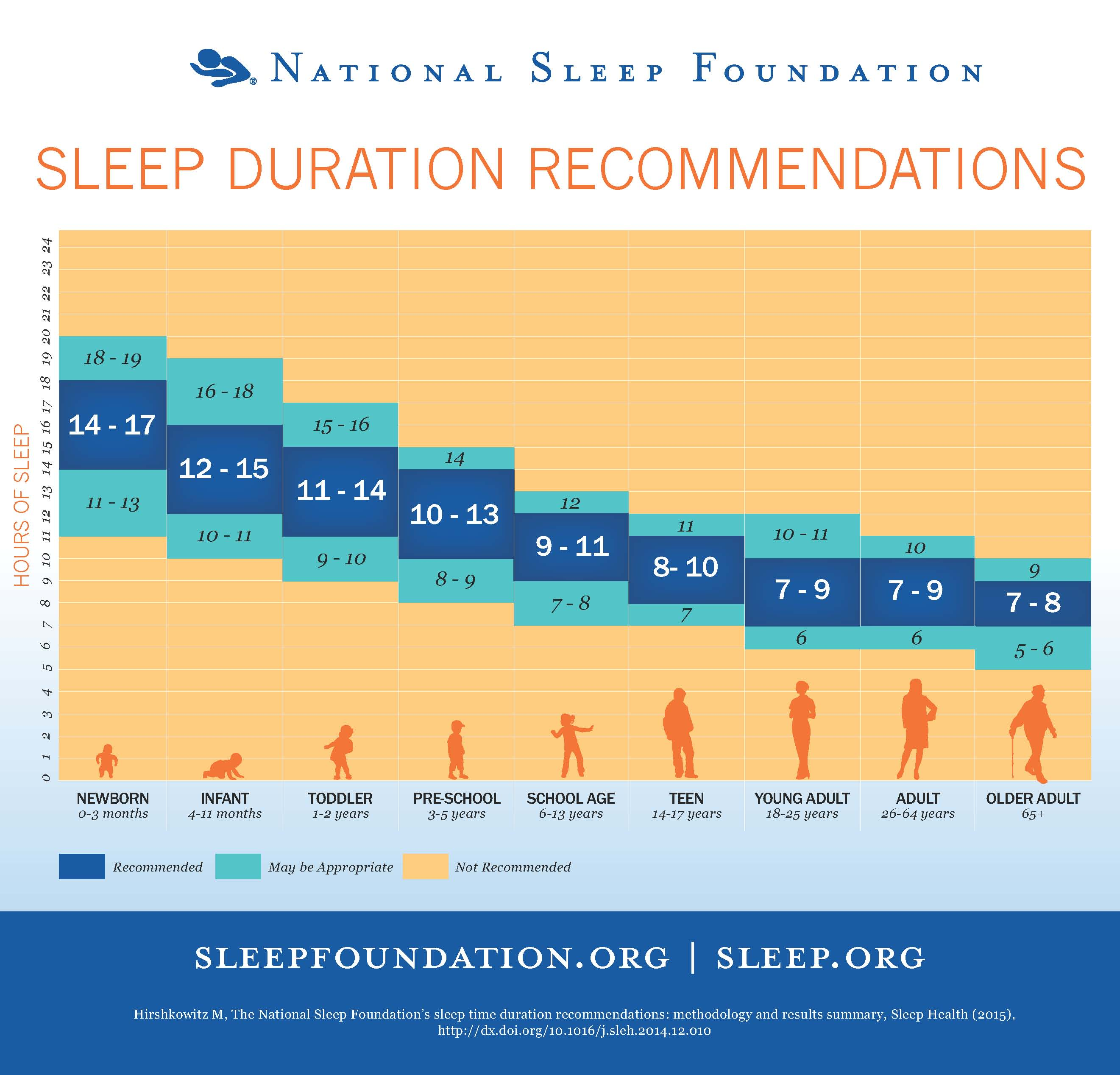
نمودار میزان خواب در سنین مختلف

بنیاد ملی خواب (انگلیسی: National Sleep Foundation یا NSF) سازمانی ناسودبر در آمریکا است که با هدف آموزش عمومی در زمینهٔ خواب و اختلالات خواب تأسیس شده‌است. اقدامات این سازمان شامل راه‌اندازی وب‌سایت‌های آموزشی و حمایت از تحقیقات علمی می‌شود. عمدهٔ بودجه و سیاست‌های این سازمان از سوی صنایع داروسازی داروهای خواب تأمین و تعیین می‌شود.